# Springer (Nuevo México)
Springer es un pueblo ubicado en el condado de Colfax en el estado estadounidense de Nuevo México. En el Censo de 2010 tenía una población de 1047 habitantes y una densidad poblacional de 275,56 personas por km².

## Geografía
Springer se encuentra ubicado en las coordenadas 36°21′58″N 104°35′35″O / 36.36611, -104.59306. Según la Oficina del Censo de los Estados Unidos, Springer tiene una superficie total de 3.8 km², de la cual 3.8 km² corresponden a tierra firme y (0%) 0 km² es agua.

## Demografía
Según el censo de 2010, había 1047 personas residiendo en Springer. La densidad de población era de 275,56 hab./km². De los 1047 habitantes, Springer estaba compuesto por el 77.36% blancos, el 0.19% eran afroamericanos, el 0.96% eran amerindios, el 0.38% eran asiáticos, el 0% eran isleños del Pacífico, el 18.91% eran de otras razas y el 2.2% pertenecían a dos o más razas. Del total de la población el 64.76% eran hispanos o latinos de cualquier raza.